# ISO 9001:2000
ISO 9001:2000 «Системи управління якістю. Вимоги» (англ. Quality management systems - Requirements) — третя версія міжнародного стандарту серії ISO 9000, який встановлює вимоги до системи управління якості. Цей стандарт був розроблений Технічним комітетом ISO/TK 176, підкомітет PK 2.
Ця версія замінила другу версію (ISO 9001:1994). Вимоги до системи управління якості, встановлені в даному міжнародному стандарті, доповнюють вимоги до продукції.
Цей міжнародний стандарт може використовуватися внутрішніми та зовнішніми сторонами, включаючи органи по сертифікації, з метою оцінки здатності організації виконувати вимоги регламентів та власні вимоги.
При розробці даного стандарту були враховані принципи управління якості, встановлені в ISO 9000 та ISO 9004.
Міжнародний стандарт ISO 9001:2000 спрямований на використання «процесного підходу» при розробці, введенні та вдосконаленні результативності системи управління якості з метою підвищення задоволеності споживачів шляхом виконання їхніх вимог.
До всіх процесів має застосовуватися принцип PDCA (англ. Plan-Do-Check-Act), який ще називається «циклом Демінга—Шухарта»[джерело?]:
Планування (Plan)розробка цілей та процесів, необхідних для досягнення результатів згідно з вимогами споживачів та політикою організації
Здійснення (Do)реалізація процесів
Перевірка (Check)постійний контроль процесів та продукції на відповідність політиці, цілям та вимогам до продукції
Дія (Act)прийняття дій для постійного покращення показників процесів

## Подальші версії
2008 року було ухвалено четверту (переглянуту) версію цього стандарту: ISO 9001:2008, яка замінює попередню.